# James Frain

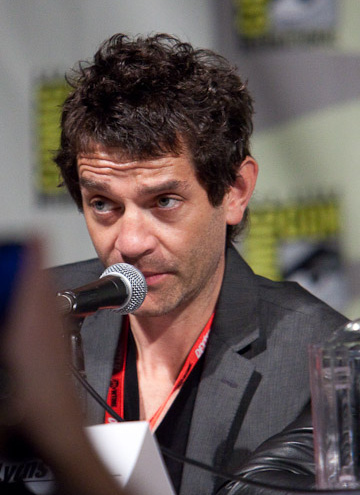
James Frain (2010)

James Frain (* 14. März 1968 in Leeds, Vereinigtes Königreich) ist ein britischer Film- und Theaterschauspieler.

## Leben
Frain wurde als ältestes von acht Kindern eines Brokers und einer Lehrerin in Leeds geboren, verbrachte jedoch seine Jugend in Essex. Er absolvierte die University of East Anglia und besuchte anschließend die Central School of Speech and Drama in London.
Seit 2004 ist er mit der Regisseurin Marta Cunningham verheiratet. Sie haben zwei gemeinsame Kinder.
1993 wurde er von Richard Attenborough entdeckt, der Frain für seinen Film Shadowlands verpflichtete. Seit dieser Zeit reißen Film- und Fernsehangebote nicht ab.
Parallel zu seiner Arbeit vor der Kamera steht Frain auch für die Royal Shakespeare Company und das Royal Court Theatre auf der Bühne.

## Filmografie (Auswahl)

### Filme
- 1993: Shadowlands
- 1995: Im Auftrag des Teufels (Devil’s Advocate, Fernsehfilm)
- 1995: Eine sachliche Romanze (An Awfully Big Adventure)
- 1996: Nessie – Das Geheimnis von Loch Ness (Loch Ness)
- 1996: Rasputin (Fernsehfilm)
- 1997: Robinson Crusoe
- 1998: Elizabeth
- 1998: Anwältinnen küsst man nicht (What Rats Won’t Do)
- 1998: Hilary & Jackie
- 1999: Ein Hauch von Sonnenschein (The Taste of Sunshine)
- 1999: Titus
- 2000: Der Mann der 1000 Wunder (The Miracle Maker – The Story of Jesus)
- 2000: Arabian Nights – Abenteuer aus 1001 Nacht
- 2000: Wild Christmas (Reindeer Games)
- 2000: Wo dein Herz schlägt (Where the Heart Is)
- 2002: Monte Cristo (The Count of Monte Cristo)
- 2002: Path to War
- 2004: Spartacus
- 2005: Into the Blue
- 2009: Everybody’s Fine
- 2011: Tron: Legacy
- 2011: Wasser für die Elefanten (Water for Elephants)
- 2012: Transit
- 2016: Der Architekt (The Architect)
- 2021: Escape Room 2: No Way Out (Escape Room: Tournament of Champions)

### Serien
- 2005: 24 (10 Folgen)
- 2005: Empire (6 Folgen)
- 2005: Strong Medicine: Zwei Ärztinnen wie Feuer und Eis (Strong Medicine, Folge 6x03)
- 2006: Invasion (7 Folgen)
- 2007–2009: Die Tudors (The Tudors, 24 Folgen)
- 2008–2009: Fringe – Grenzfälle des FBI (Fringe, 2 Folgen)
- 2009: Grey’s Anatomy (Folge 6x03)
- 2009: Californication (Folge 3x12)
- 2009: Lie to Me (Folge 2x05)
- 2010: True Blood (8 Folgen)
- 2010: Leverage (Folge 3x12)
- 2011: CSI: Miami (Folge 9x02)
- 2011: The Cape (10 Folgen)
- 2011: Burn Notice (Folge 5x09)
- 2012: The Mentalist (Folge 4x14)
- 2012–2013: Grimm (8 Folgen)
- 2013: The White Queen (5 Folgen)
- 2014: Intruders – Die Eindringlinge (Intruders, 8 Folgen)
- 2015: Marvel’s Agent Carter (3 Folgen)
- 2015: True Detective (7 Folgen)
- 2015–2016: Gotham (16 Folgen)
- 2015–2017: Orphan Black (8 Folgen)
- 2017–2019: Star Trek: Discovery (9 Folgen)
- 2019: Elementary (7 Folgen)
- 2020: What We Do in the Shadows (1 Folge)

## Auszeichnung
Frain wurde 2000 für einen Genie Award für seine Darstellung in Ein Hauch von Sonnenschein als bester Nebendarsteller nominiert.